# 胡问鸣
胡问鸣（1957年5月23日—），男，汉族，江苏扬州人，1976年11月参加工作，1978年3月加入中国共产党。南京航空航天大学管理科学与工程专业毕业，博士研究生学历，研究员级高级工程师，中国共产党第十八届中央纪律检查委员会委员。

## 个人经历

### 早年
1975年11月，18岁的胡问鸣前往邗江县赤岸乡做了一名知青。根据后来的采访，胡问鸣在文化大革命期间并未放弃学习知识，还曾在教室里贴小字报强调学习的重要性。1977年恢复高考后的第一次考试上，胡问鸣考入南京航空航天大学计算数学专业，1978年3月入学。由于成绩优秀，他被编入江苏师资班。同月，他加入中国共产党。

### 仕途
1982年2月毕业后，他进入航空工业苏州长风机械总厂工作，从培训中心副主任做起，由厂长助理、副厂长一路晋升为厂长，后来担任厂长兼党委书记。在此期间，他于1993年9月至1994年1月在中共中央党校进修，1996年9月至1998年7月在苏州大学行政管理专业攻读硕士研究生。1999年2月长风机械总厂改制航空工业苏州长风有限责任公司之后，他担任了董事长兼党委书记、总经理。担任苏州长风厂长期间，他领导厂科研团队为歼-10战机开发了座舱显示系统等机载设备，因此被中国航空工业总公司授予“歼十首飞工程”一等功。2001年，担任中国航空工业第一集团公司机载设备部部长，后升任副总经理。期间，他在南京航空航天大学管理科学与工程专业在职获得博士学位，还参加了2005年3月至2006年1月的中共中央党校一年制中青年干部培训班。任职期间，他经历了新舟60客机的制造、出口，参与了C919研发工程前期论证。2008年，中国航空工业第一集团公司同中国航空工业第二集团公司合并组建中国航空工业集团公司，胡问鸣在2008年5月担任筹备组成员，7月担任中国航空工业集团公司副总经理、党组成员。
2008年10月，胡问鸣由航空转往陆军装备行业工作，担任中国兵器工业集团公司副总经理。2010年7月，他转往海洋装备产业，任中国船舶工业集团党组书记、副总经理。2012年5月，他以党组书记、副总经理身份主持公司工作。2012年7月，中国船舶工业集团设立董事会，胡问鸣成为首任董事长。2015年3月25日，“南船”（中国船舶工业）同“北船”（中国船舶重工）领导人对调，中国船舶重工集团公司新设董事会，胡问鸣担任首任董事长、党组书记。期间，他曾任中国第一艘国产航母山东号研制总指挥。2019年8月，胡问鸣退休，被免去中船重工董事长、党组书记职务。两个月后，“南船”同“北船”合并组建中国船舶集团。

### 落马
2020年5月12日，胡问鸣因涉嫌严重违纪违法，接受中央纪委国家监委纪律审查和监察调查。经审理查明：2001年至2020年，被告人胡问鸣利用担任中国航空工业第一集团公司苏州长风有限责任公司党委书记、董事长兼总经理，中国航空工业第一集团公司机载设备部部长，中国航空工业第一集团公司党组成员、副总经理，中国航空工业集团公司党组成员、副总经理，中国船舶工业集团有限公司党组书记、副总经理、董事长，中国船舶重工集团有限公司党组书记、董事长等职务上的便利或者职权、地位形成的便利条件，为有关单位和个人在工程承揽、业务合作、资产收购、干部提拔和吸存揽储等事项上提供帮助，非法收受财物共计折合人民币5986万余元，其中995万余元未实际取得；2013年至2015年，胡问鸣担任中国船舶工业集团有限公司党组书记、董事长期间，接受他人请托并收受贿赂，在该集团下属公司资产重组过程中，故意违背国有资产经营管理职责，违规对民营船厂资产进行收购，造成特别重大损失。
2023年12月26日，上海市第一中级人民法院公开胡问鸣受贿、国有公司人员滥用职权一案，对胡问鸣以受贿罪及国有公司人员滥用职权罪判处有期徒刑十三年，并处罚金人民币五百万元。